# Державний академічний ансамбль народного танцю імені Файзі Гаскарова
Державний академічний ансамбль народного танцю ім. Файзі Гаскарова (ДААНТ ім. Ф. Гаскарова) — професійний ансамбль народного танцю Республіки Башкортостан.
Єдиний колектив, нагороджений премією імені Салавата Юлаєва — «за великий внесок у розвиток і пропаганду башкирського професійного хореографічного мистецтва та високу виконавську майстерність».

## Історія
Склався колектив в 1936–1938 рр. при концертно-естрадному бюро Об'єднаних театрів БАРСР з учнів балетного відділення Башкирського театрального училища і учасників художньої самодіяльності. У 1938 році реорганізовано в Башкирський ансамбль пісні, танцю та музики при створюваній Башкирській державній філармонії. 11 березня 1939 року учень Ігоря Моїсеєва Файзі Адгамовіч Гаскаров стає художнім керівником ансамблю і задає напрямок розвитку колективу. Ця дата вважається днем народження ансамблю.
У 1940 році виділяється в Башкирський державний ансамбль народного танцю. Влітку 1940 року ансамбль здійснив перші гастролі по Башкирії. На початку 1941 року готувався в Декаді башкирської літератури і мистецтва в Москві. У 1955 році брав участь в декаді башкирської літератури і мистецтва в Москві, яка дала «гаскарівцям» всесоюзну популярність.
У 1988 році творчому колективу було присвоєно ім'я Файзі Гаскарова.
У 1991 році відділяється від філармонії і набуває статусу юридичної особи і отримує сучасну назву. У 1994 році проходили одночасно дві закордонні гастролі — в США і Туреччині.
У грудні 1996 року Міністерством культури Російської Федерації ансамблю присвоєно звання «Академічний».
У 2007 році ансамбль Файзі Гаскарова знайшов свою власну площадку — нова будівля, що не має аналогів в Урало-Поволзькому регіоні.

## Нагороди і премії
- Республіканська премія імені Салавата Юлаєва.
- Премія імені Г. Саляма (1978).
- У 1994 році ансамбль завоював бронзовий приз фестивалю «Зірки світу» (Туреччина).
- У грудні 2005 року Державному академічному ансамблю народного танцю імені Файзі Гаскарова вручена Премія «Популярність», заснована російською газетою «Известия».
- У жовтні 2013 року в штаб-квартирі ЮНЕСКО ансамблю вручені золота медаль ЮНЕСКО «П'ять континентів», диплом «Посол миру».[1].

## Репертуар

### «Золотий фонд» (постановки Файзі Гаскарова)
- башкирський ліричний танець «Сім дівчат»
- башкирський ліричний танець «Загіда»
- башкирський танець «Заріфа»
- танець гірських башкир «Гульназіра»
- жартівливий башкирський танець «Пустунки»
- башкирський танець «Три брата»
- башкирський танець «Приборкувачі»
- башкирський танець «Північні амури»
- марійський танець «Увечері біля хвіртки»
- жартівливий татарський танець «Наречений»
- татарський танець «Косарі» і т. д.

### Башкирські танці
- башкирський танець — хореографічна постановка «Квітучий курай»
- башкирський танець — хореографічна постановка «Країна беркутів»
- башкирський танець воїна «Баїк»
- башкирський танець «Французька хустка»
- башкирський танець «З кубизом»
- башкирський танець «Молодість Башкортостану»
- танець башкирських джигітів «Мідний каблук» і т. д.

### Танці народів Росії і ближнього зарубіжжя
- танець «Російська сюїта»
- коряцький танець «Камчатські замальовки»
- білоруський танець «Веселуха»
- російський танець «Тверські гуляння»
- чуваський танець «Карія»
- інгуський святковий танець
- удмуртський святковий танець
- єврейський танець «Шалом»
- український танець «Гопак» і т. д.

### Танці народів далекого зарубіжжя
- американський танець «Кантрі»
- танець аргентинських пастухів «Гаучо»
- корейський танець з віялами
- іспанський танець «Андалузькі вечори»
- іспанський танець «Арагонська хота»
- індійський танець
- калмицький танець «Чічердик»
- «Ритми і мелодії Бангладеш»
- грецький танець «Сіртакі»

І це далеко не повний перелік творів ансамблю. На сьогоднішній день в активі трупи понад сто сорок танців народів світу.

## «Гаскарівці»
- Фахрутдинов Анвар Нуртдіновіч — заслужений артист РРФСР.
- Зубайдуллін Хісбулла Гумерович
- Зубайдуллін Айдар Хісбулловіч
- Туйсіна Рашида Гільмітдинівна
- Абдульманов Рим Салім'янович — артист балету. Народний артист РБ (1989).
- Ахметова-Набієва Ельвіра Мірзанурівна — народна артистка РБ.
- Шафігулліна Алсу Талгатовна — народна артистка РБ (2000)
- Фасхітдінов Рідіка Ахметович — баяніст, концертмейстер Ансамблю народного танцю ім. Ф.Гаскарова. Народний артист БАРСР (1982).
- Мулюков Рустем Міннірауфович — Народний артист РБ (2008).
- Тутманова Ася Валентинівна
- Тутманов Радіс Нурісламович (нар. 5 серпня 1953 року) — соліст Ансамблю народного танцю ім. Ф.Гаскарова. Народний артист РБ (1994).
- Осипов Микола Іванович (нар. 18 березня 1952 року) — соліст Ансамблю народного танцю ім. Ф.Гаскарова. Народний артист РБ (1994).